# Mislav Komorski
Mislav Komorski (Zagabria, 17 aprile 1992) è un calciatore croato, difensore dell'Olbendorf.

## Carriera

### Club
Il 3 luglio 2015 viene acquistato a titolo definitivo dalla squadra croata dell'Inter Zaprešić.